# Spasmodique
Spasmodique ist eine Alternative-Underground-Rockband aus Rotterdam, die – mit einigen Pausen – seit 1981 besteht, und sich auch mit Tourneen durch Europa eine Fangemeinschaft erspielen konnten.

## Geschichte
Nach längerer Schaffenspause brachte Spasmodique 2002 die CD „From Villa Delirium“ auf den Markt und 2002/2003 bestritt die Band eine erfolgreiche Tournee in den Niederlanden.
Im Februar 2005 gab man die Auflösung von Spasmodique bekannt, 2012 gab es dann jedoch wieder zwei Konzerte der Gruppe.
2016 brachte das nächste Comeback mit mehreren Konzerten in den Niederlanden, dem neuen Longplayer „Six“ sowie dem umfangreichen Boxset „All and more“.
Einzig Bandleader Mark Ritsema machte zwischen den Spasmodique-Pausen mit anderen Bands und Projekten noch auf sich aufmerksam: 'Raskolnikov' und 'Cobraz' und die 'Polar Twins' waren nur einige von vielen Projekten.

## Musik
Der amerikanische Vinyl-Spezialist Midnight Records nennt die Musik „Dutch Industrial Rock“: Schwere (bass-)gitarrenlastige, fast depressive Klänge unterlegt mit der tiefen Stimme des Leadsängers Mark Ritsema.

## Mitglieder
- Gesang, Gitarre: Mark Ritsema
- Gitarre: Arjo Hijmans
- Schlagzeug: Reinier Rietveld
- Bass, Gitarre: Raymond Gerrits
- Bass: Martin Docters van Leeuwen

## Diskografie
- Spasmodique (1986, LP)
- From the Cellar of Roses (1987, LP)
- Start to Believe / Someone's out there to get you (1988, Mini-LP)
- North (1989, LP-CD)
- Haven (1990, LP-CD)
- Who's Afraid (1991, CD)
- In Forced Perspective (1997, CD-DVD)
- From Villa Delirium (2002, CD)
- Six (2016, LP)
- All and more (2016, Boxset mit 10 CDs und 3 DVDs)
- Europa 88 (2017, Live, LP)